# Her Desher Vallis
L'Her Desher Vallis è una struttura geologica della superficie di Marte.